# Juliette Récamier

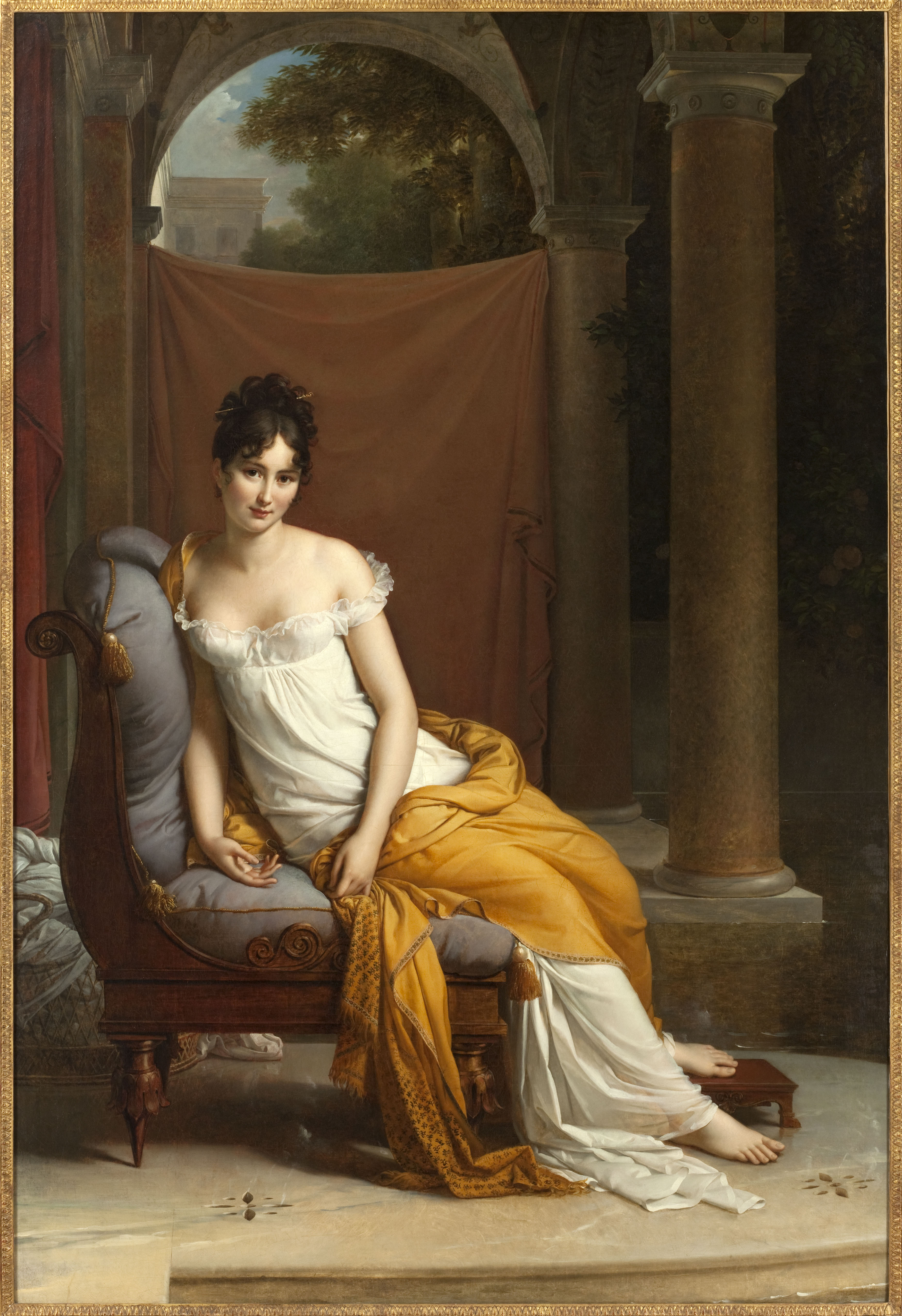
Retrato de Juliette Récamier sentada, por el barón Gérard (1802).

Jeanne Françoise Julie Adélaïde Bernard, Juliette o Julie Récamier (Lyon, 3 de diciembre de 1777-París, 11 de mayo de 1849), fue la organizadora de un famoso salón literario que reunía a las más grandes celebridades del mundo político, literario y artístico en el París postrevolucionario y napoleónico.

## Biografía
Julie Récamier creció en una familia de clase media, alojada en Lyon en el convento de la Déserte, no se reunió con sus padres en París hasta 1787.
Durante la época de la Revolución Francesa conocida como el Terror, se casó en la capital con un amigo de sus padres, y amante de su madre, Jacques-Rose Récamier.Este era un banquero casi treinta años mayor que ella y pariente del gastrónomo Jean Anthelme Brillat-Savarin. Surgió el rumor de que su marido era, en realidad, su padre natural, que se casó con ella para convertirla en su heredera. Su matrimonio se produjo en pleno terror revolucionario y, si él era guillotinado, ella heredaría su dinero. Aunque muchos biógrafos han dado crédito a esta teoría, no está demostrada  y varios historiadores la han descartado. Sin embargo, Jacques escribió en una ocasión a un amigo que sus relaciones con Madame Bernard podían haber sido algo más que platónicas:

Puede decirse que mis sentimientos por la hija surgen de los que he tenido por su madre; pero todos los que frecuentan la casa saben bien que lo que me llevó allí fue pura amistad, una amistad que había surgido del sentimiento posiblemente algo más cálido que pude haber tenido en los primeros días de nuestra amistad. En la actualidad, habiendo llegado a una edad en que todas las demás pretensiones han pasado, sólo desea educar a su hija y hacer de ella una mujer virtuosa y buena.

El matrimonio no llegó a consumarse y Juliette Récamier permaneció virgen al menos hasta los cuarenta años. El escritor Prosper Mérimée inició el rumor de que padecía una afección física que hacía doloroso el acto sexual, lo que, sin embargo, no mermó su encanto, ya que muchas personas, entre ellas François-René de Chateaubriand, mantuvieron con ella intensas relaciones sentimentales quien era un visitante constante de su salón. El alquiler por su marido del Castillo de Clichy y sus parques y jardines anexos, sería seguido por la compra de un magnífico palacete en la rue Moint Blanc de París que había pertenecido al padre de la famosa organizadora de salones Madame de Stäel, once años mayor que ella, con quien la uniría una amistad perdurable durante más de una veintena de años.

### Salón literario
Juliette Récamier estaba interesada en la literatura y la política y poco después de conocer a Madame de Staël ella misma abrió un salón en su casa, en la rue du Mont-Blanc de París. Desde los primeros tiempos del Consulado de Francia hasta casi el final de la Monarquía de Julio, el salón de Récamier fue uno de los principales centros de la sociedad literaria y política. Entre los habituales de su casa había muchos antiguos monárquicos, y otros, como los generales Jean Bernadotte y Jean Victor Moureau, más o menos desafectos al gobierno. Esta circunstancia, unida a su negativa a ejercer de dama de compañía de la emperatriz consorte Josefina de Beauharnais y a su amistad con Germaine de Staël, la pusieron bajo sospecha. En 1800, Jacques-Louis David comenzó su retrato, pero lo dejó inacabado al enterarse de que François Gérard había recibido el encargo de pintar un retrato antes que él. A través de Germaine de Staël, Juliette Récamier conoció a Benjamin Constant, activista político y escritor suizo-francés, cuyos equívocos políticos durante los últimos días del Primer Imperio francés y los primeros de la Restauración borbónica se han atribuido a sus persuasiones.
Finalmente, fue exiliada a París por orden de Napoleón. Tras una breve estancia en su Lyon natal, se dirigió a Roma y, finalmente, a Nápoles. Allí se entendió muy bien con Joaquín Murat y su esposa Carolina Bonaparte, que intrigaban entonces con los Borbones. Convenció a Constant para que defendiera las reivindicaciones de Murat en un memorándum dirigido al Congreso de Viena, y también le indujo a adoptar una actitud decidida en oposición al regreso de Napoleón durante los Cien Días.

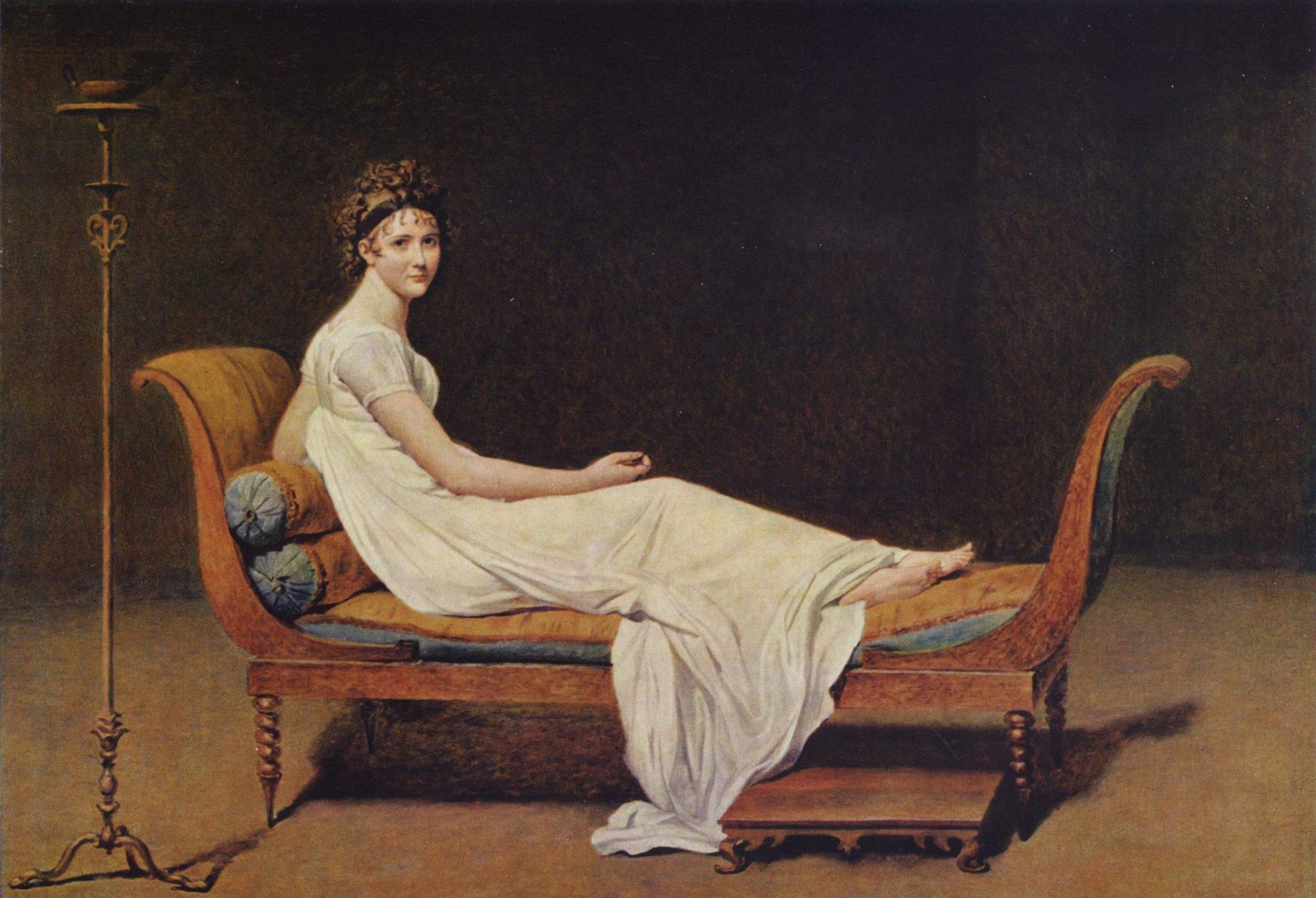
Madame Récamier, por Jacques-Louis David.

En 1805 el marido de Récamier había sufrido grandes pérdidas económicas y ella visitó a Germaine de Staël en Coppet, Suiza. Hubo un proyecto de divorcio para que se casara con el príncipe Augusto de Prusia, pero, aunque su marido estaba dispuesto, no se llegó a un acuerdo. En sus últimos años perdió la mayor parte de su fortuna, pero siguió recibiendo visitas en su apartamento de Abbaye-aux-Bois, un convento del siglo XVII, demolido en 1907, situado en el número 16 de la rue de Sèvres de París, al que se retiró en 1819. A pesar de su vejez, su mala salud, su ceguera parcial y sus circunstancias reducidas. Y  aunque contaba entre sus admiradores a Mathieu de Montmorency, Lucien Bonaparte, el príncipe Augusto de Prusia, cuya propuesta de matrimonio rechazó, Pierre-Simon Ballanche, Jean-Jacques Ampère y Benjamin Constant, ninguno de ellos ejerció sobre ella una influencia tan grande como Chateaubriand. Si tuvo algún afecto genuino, parece haber sido por el barón de Barante, a quien conoció en Coppet.
En 1849, Juliette Récamier murió de cólera a la edad de 71 años en París, el mismo año de las revoluciones europeas de 1848, y fue enterrada en el Cementerio de Montmartre, por aquel entonces un pueblo al norte de París.

## Julie Récamier en el arte

### Pinturas
En el castillo-museo de Boulogne-sur-Mer se conserva un cuadro que supuestamente la representa  desnuda, tumbada en una tumbona. Donación de Charles Le Beau, mecenas de Boulogne, en 1916, esta obra se atribuye a Jacques-Louis David o al taller del pintor. Sin embargo, este óleo sobre lienzo no es realmente fiel al retrato de Madame Récamier con un rostro tan diferente de lo que es cierto, y "una dama de este rango nunca habría posado desnuda y, sobre todo, con los pies sucios. ¡Sería una venganza por parte del pintor por un cuadro que la caricatura habría rechazado previamente!». Esta identidad debe ser descartada. Por otra parte, Jacques-Louis David no se llevaba muy bien con Juliette Récamier tras un encargo que quedó inacabado por múltiples razones, en particular porque la belleza encontró al artista demasiado lento y en consecuencia pidió su retrato a uno de los alumnos del maestro. Molesto, el pintor dijo a su modelo: 
“Señora, las señoras tienen sus caprichos; los artistas también los tienen. Permíteme satisfacer el mío; Conservaré tu retrato en el estado en que se encuentra”.

Son famosos sus retratos a cargo de algunos de los mejores artistas de su época: Jacques-Louis David (del año 1800, cuando ella tenía 23 años) y François Gérard (de 1802, cuando tenía 25 años).

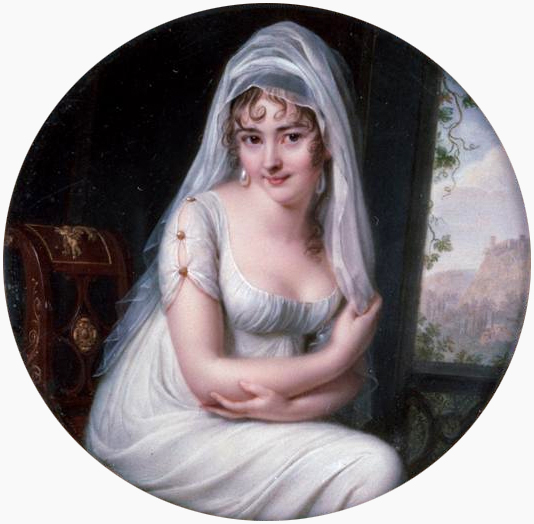
Retrato de Jean-Baptiste Augustin (1801)
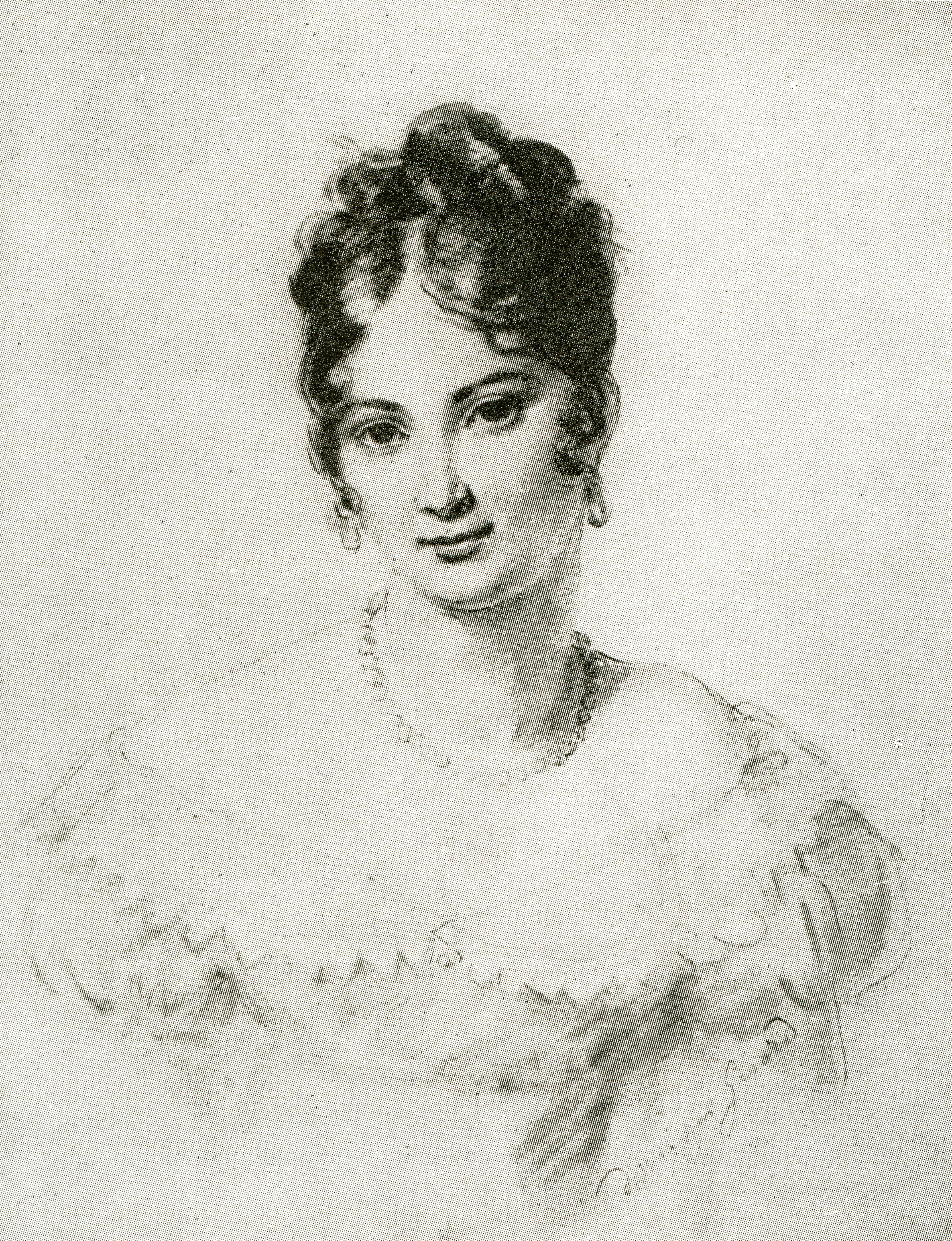
Retrato de François Gérard (1805)
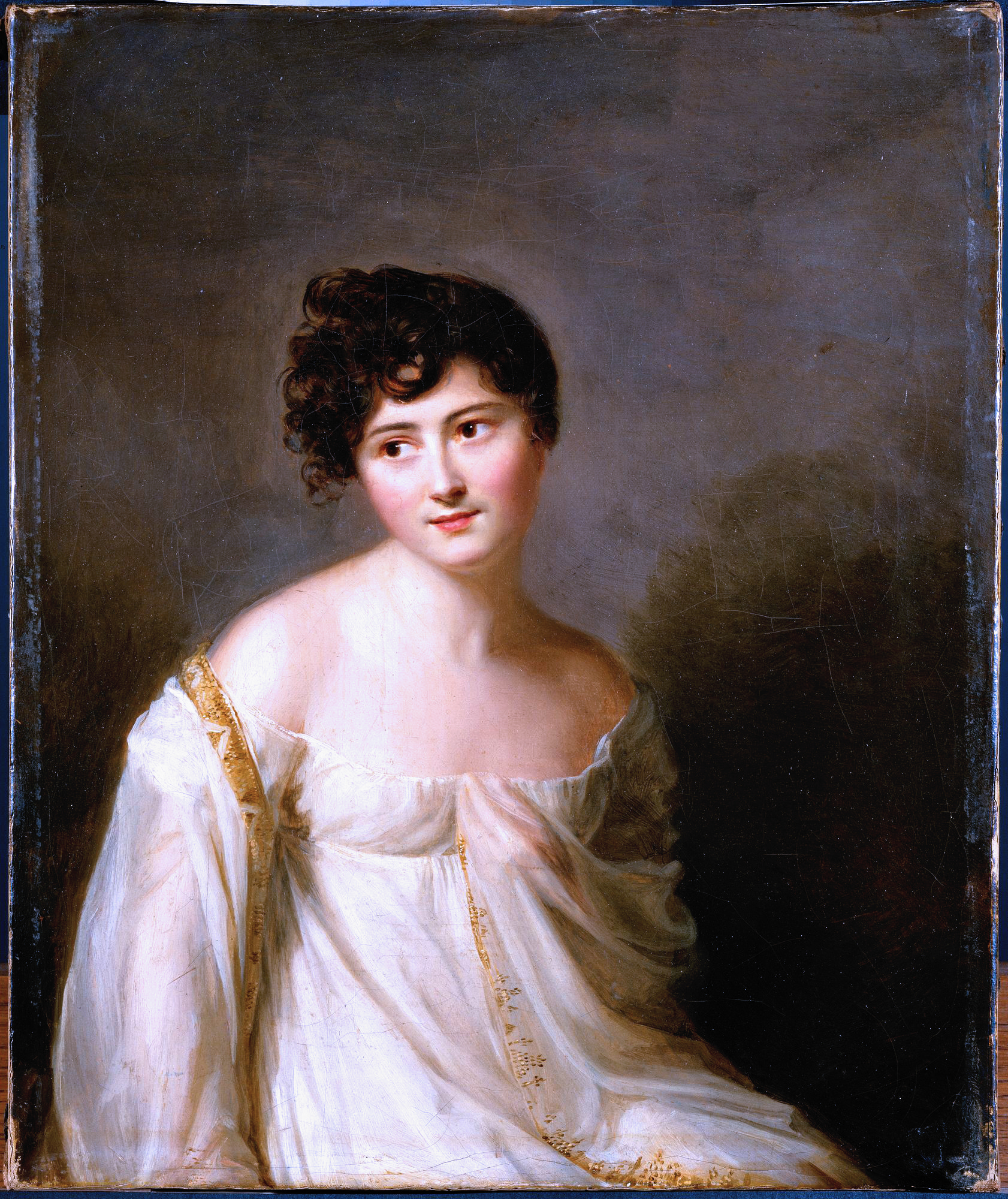
Lienzo por Firmin Massot (1807)
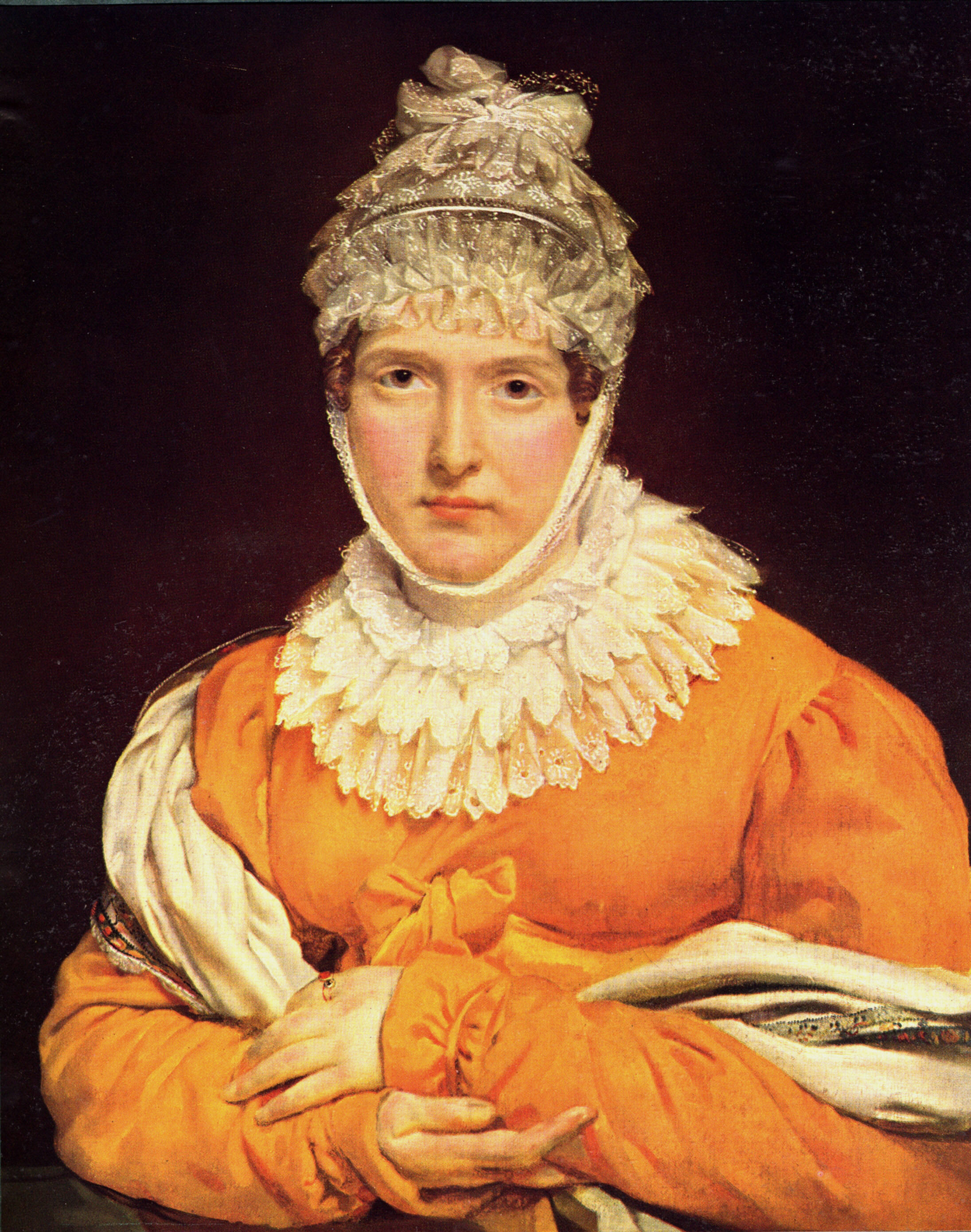
Retrato de Madame Récamier por Antoine-Jean Gros (1825)
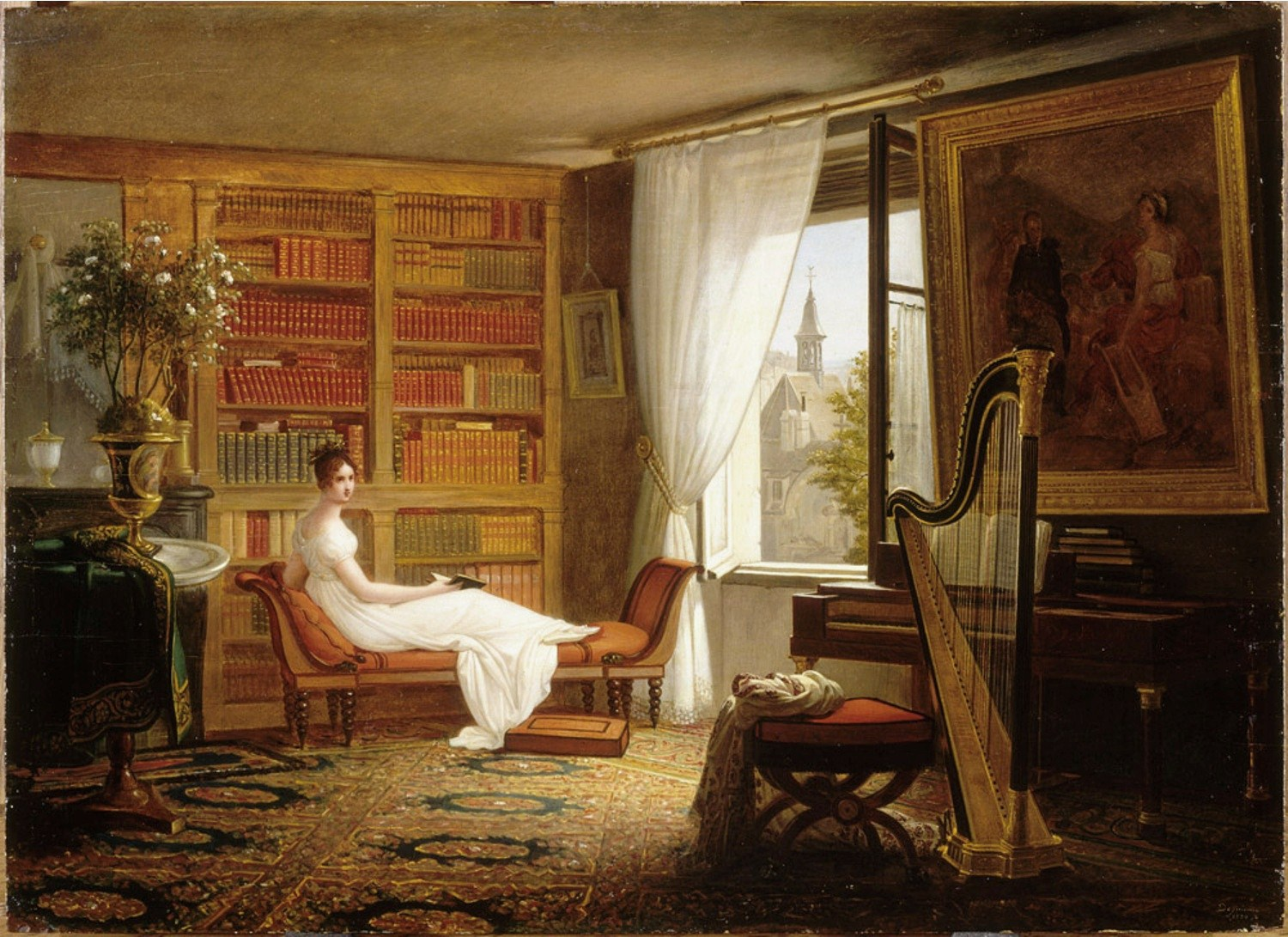
Retrato de François-Louis Dejuinne (1827)
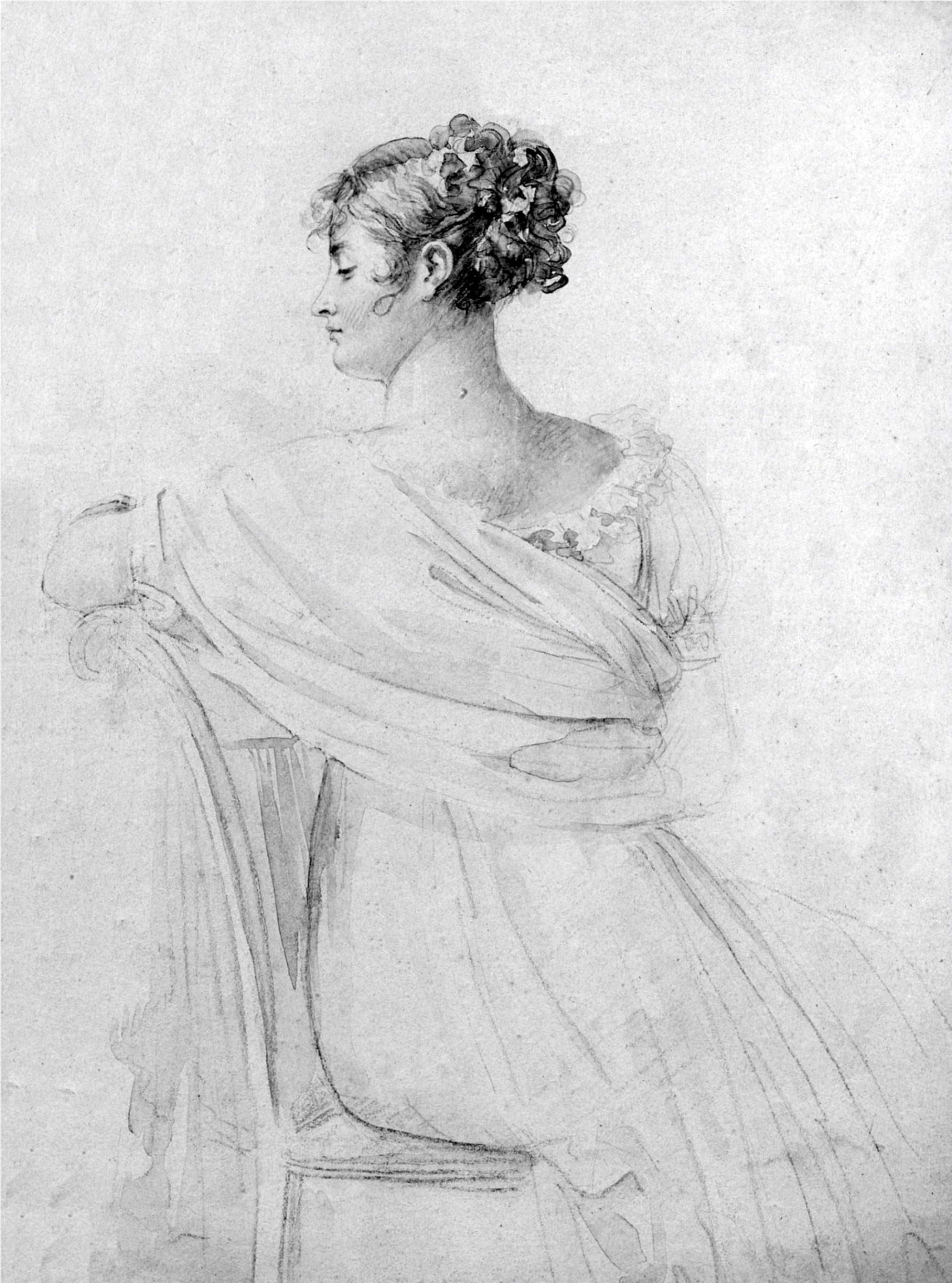
Retrato a lápiz de François Gérard (1829)

### Esculturas
Madame Récamier sirvió de modelo durante el período 1805-1806, a Joseph Chinard y a su alumna en 1805 a Clémence Sophie de Sermézy ( Museo de Bellas Artes de Lyon y París , Museo Cognacq-Jay ).
Antonio Canova esculpió su retrato en 1813 (reporte de Chateaubriand en Mémoires d'outre-tombe ).
- Busto de Juliette Récamier, entre 1804 y 1808, de Joseph Chinard, Museo de Bellas Artes de Lyon

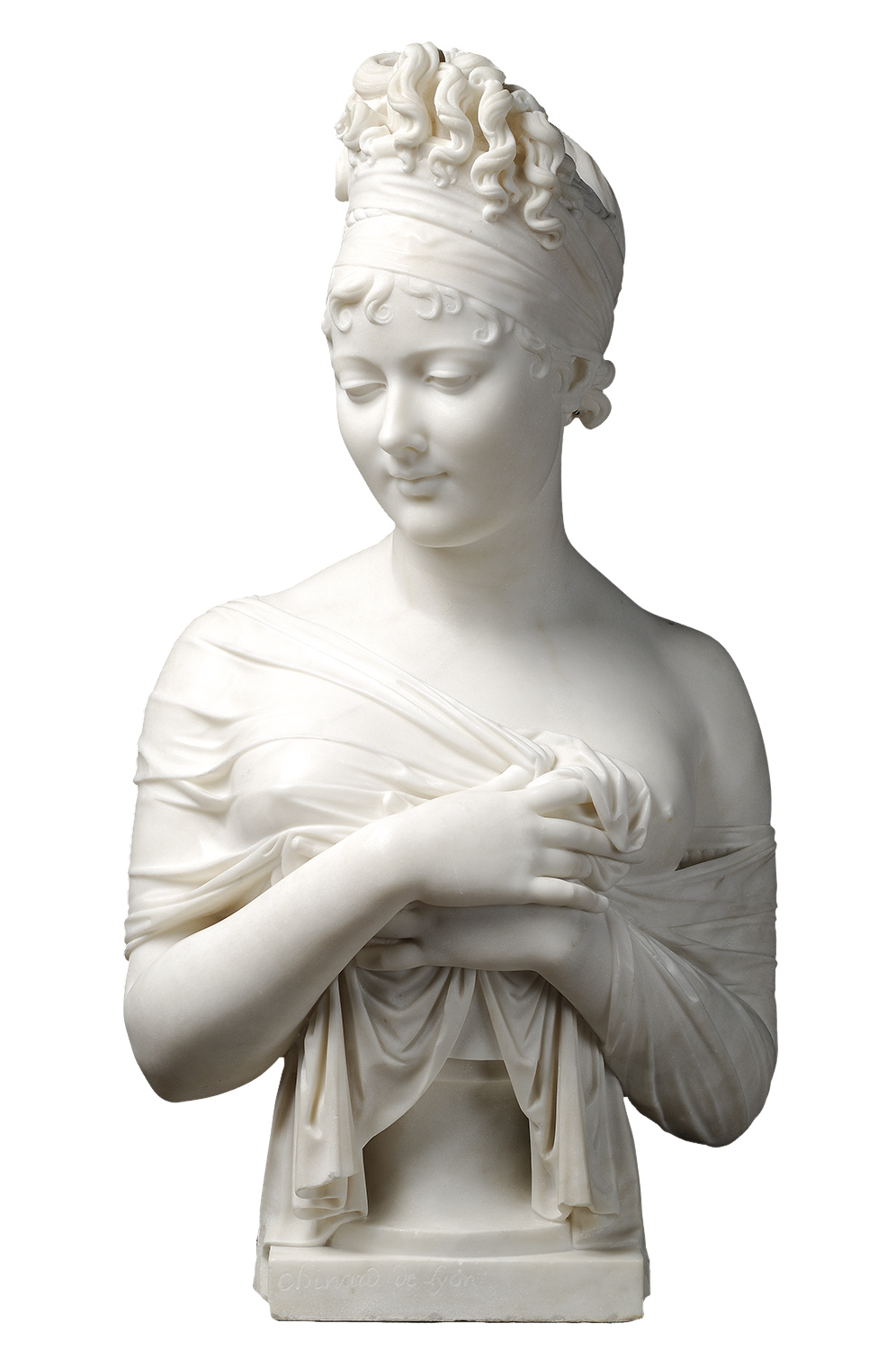
Busto de Juliette Récamier (lado A), de Joseph Chinard, en el Museo de Bellas Artes de Lyon.

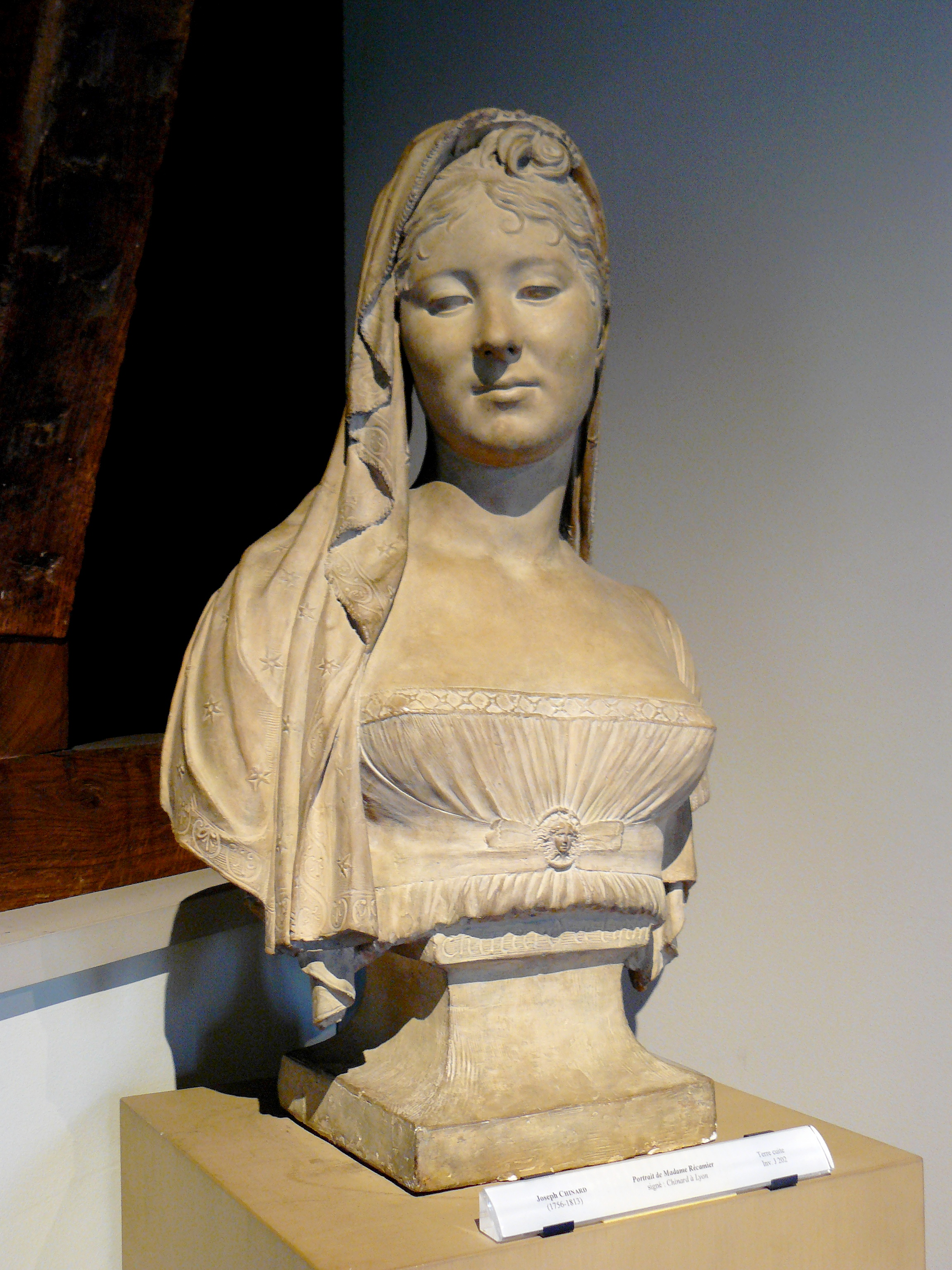
Madame Récamier de Joseph Chinard, París, museo Cognacq-Jay.

## Reconocimientos
- En la ciudad de Lyon se encuentra el Lycée Juliette Récamier, y podemos encontrar calles o plazas dedicadas a Madame Récamier en diferentes villas y ciudades: París, Lyon, Le Havre, La Ville-aux-Dames.[15]Madame Récamier, por Jacques-Louis David.

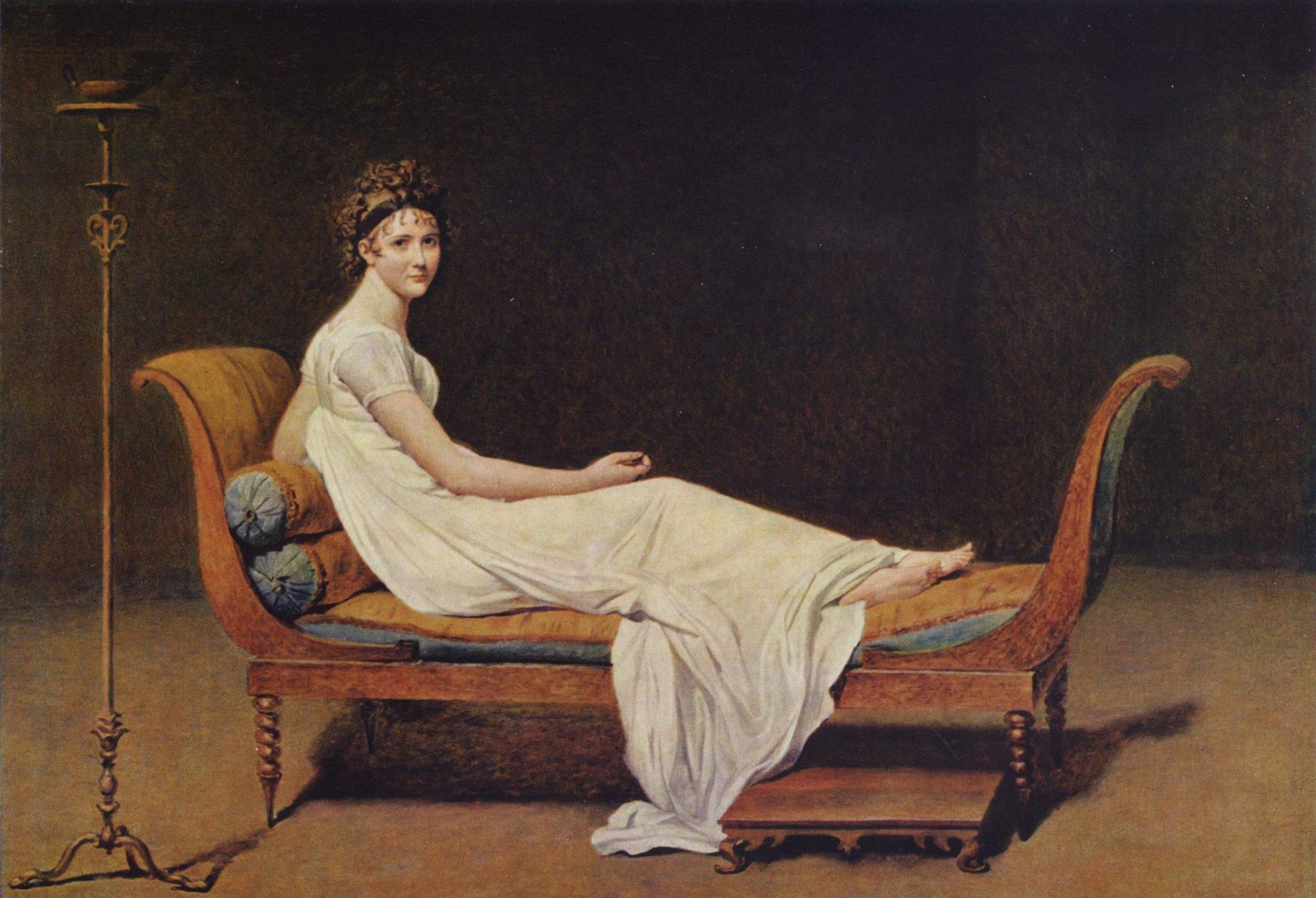
Madame Récamier, por Jacques-Louis David.

- Se puede encontrar un retrato literario de Juliette Récamier en la novela Corinne o el Italie (1807), de Staël.[16]

- Son famosos sus retratos a cargo de algunos de los mejores artistas de su época como el pintor áulico Jacques-Louis David y François Gérard.

- Un tipo de sofá o cheslón el récamier, en el que le gustaba reclinarse, lleva su nombre.[17]

- Fue protagonista de dos películas mudas:  La alemana Madame Récamier, de 1920, protagonizada por Fern Andra, y la francesa Madame Récamier, de 1928.
- En la primavera de 2009, el Museo de Bellas Artes de Lyon mostró en la exposición Juliette Récamier, musa y mecenas cerca de doscientas obras confrontadas con producciones contemporáneas que explican su vertiente como mecenas, coleccionista e influyente iniciadora de un nuevo gusto.[18]
- Varias localidades de Francia tienen una calle en su memoria, entre ellas:
  - rue Juliette-Récamier en París,
  - calle Juliette-Récamier en Lyon. La antigua plaza del mismo nombre en Lyon se cambia a “Place René-Deroudille”  
  - en Chalons-en-Champagne  
  - en Saint-Brice-sous-Forêt

- Un cráter de Venus , Recamier , también lleva su nombre en su honor